# 小行星列表/271101-271200
| 名稱         | 臨時編號   | 發現日期      | 發現地點       | 發現者                         |
| ------------ | ---------- | ------------- | -------------- | ------------------------------ |
| 小行星271101 | 2003 QF94  | 2003年8月28日 | 茂宜岛         | 近地小行星追踪                 |
| 小行星271102 | 2003 QD96  | 2003年8月30日 | 茂宜岛         | 近地小行星追踪                 |
| 小行星271103 | 2003 QZ98  | 2003年8月30日 | 基特峰         | 太空监视                       |
| 小行星271104 | 2003 QV100 | 2003年8月28日 | 茂宜岛         | 近地小行星追踪                 |
| 小行星271105 | 2003 QT101 | 2003年8月29日 | 茂宜岛         | 近地小行星追踪                 |
| 小行星271106 | 2003 QL114 | 2003年8月23日 | 帝王台         | 帝王台近地天體巡天             |
| 小行星271107 | 2003 RK    | 2003年9月2日  | 茂宜岛         | 近地小行星追踪                 |
| 小行星271108 | 2003 RP4   | 2003年9月3日  | 索科罗         | 林肯近地小行星研究小组         |
| 小行星271109 | 2003 RV10  | 2003年9月13日 | Great Shefford | P. Birtwhistle                 |
| 小行星271110 | 2003 RO11  | 2003年9月15日 | 圣贝纳迪诺县   | J. W. Young                    |
| 小行星271111 | 2003 RH17  | 2003年9月15日 | 帕洛马山       | 近地小行星追踪                 |
| 小行星271112 | 2003 RK18  | 2003年9月14日 | 安德森台地     | 洛厄尔天文台近地小行星搜寻计划 |
| 小行星271113 | 2003 RR22  | 2003年9月15日 | 茂宜岛         | 近地小行星追踪                 |
| 小行星271114 | 2003 RV25  | 2003年9月15日 | 帕洛马山       | 近地小行星追踪                 |
| 小行星271115 | 2003 SQ2   | 2003年9月16日 | 基特峰         | 太空监视                       |
| 小行星271116 | 2003 ST2   | 2003年9月16日 | 基特峰         | 太空监视                       |
| 小行星271117 | 2003 SP5   | 2003年9月16日 | 基特峰         | 太空监视                       |
| 小行星271118 | 2003 SB6   | 2003年9月16日 | 基特峰         | 太空监视                       |
| 小行星271119 | 2003 SE8   | 2003年9月16日 | 基特峰         | 太空监视                       |
| 小行星271120 | 2003 ST15  | 2003年9月16日 | 基特峰         | 太空监视                       |
| 小行星271121 | 2003 SB22  | 2003年9月16日 | 基特峰         | 太空监视                       |
| 小行星271122 | 2003 SB30  | 2003年9月18日 | 帕洛马山       | 近地小行星追踪                 |
| 小行星271123 | 2003 SN42  | 2003年9月16日 | 安德森台地     | 洛厄尔天文台近地小行星搜寻计划 |
| 小行星271124 | 2003 SM43  | 2003年9月16日 | 安德森台地     | 洛厄尔天文台近地小行星搜寻计划 |
| 小行星271125 | 2003 SK47  | 2003年9月17日 | Kvistaberg     | 烏普薩拉－DLR小行星巡天        |
| 小行星271126 | 2003 SE53  | 2003年9月19日 | 帕洛马山       | 近地小行星追踪                 |
| 小行星271127 | 2003 SQ57  | 2003年9月16日 | 基特峰         | 太空监视                       |
| 小行星271128 | 2003 SM62  | 2003年9月17日 | 索科罗         | 林肯近地小行星研究小组         |
| 小行星271129 | 2003 SU62  | 2003年9月17日 | 基特峰         | 太空监视                       |
| 小行星271130 | 2003 SV63  | 2003年9月17日 | 帝王台         | 帝王台近地天體巡天             |
| 小行星271131 | 2003 SA71  | 2003年9月18日 | 基特峰         | 太空监视                       |
| 小行星271132 | 2003 SJ74  | 2003年9月18日 | 基特峰         | 太空监视                       |
| 小行星271133 | 2003 SU76  | 2003年9月19日 | 于克勒         | 比利时皇家天文台               |
| 小行星271134 | 2003 SL78  | 2003年9月19日 | 基特峰         | 太空监视                       |
| 小行星271135 | 2003 SB106 | 2003年9月20日 | 帕洛马山       | 近地小行星追踪                 |
| 小行星271136 | 2003 SW111 | 2003年9月19日 | 茂宜岛         | 近地小行星追踪                 |
| 小行星271137 | 2003 SS113 | 2003年9月16日 | 基特峰         | 太空监视                       |
| 小行星271138 | 2003 ST118 | 2003年9月16日 | 基特峰         | 太空监视                       |
| 小行星271139 | 2003 SX123 | 2000年1月12日 | 基特峰         | 太空监视                       |
| 小行星271140 | 2003 SG132 | 2003年9月19日 | 基特峰         | 太空监视                       |
| 小行星271141 | 2003 SN134 | 2003年9月18日 | 帕洛马山       | 近地小行星追踪                 |
| 小行星271142 | 2003 SL139 | 2003年9月18日 | 帕洛马山       | 近地小行星追踪                 |
| 小行星271143 | 2003 SM144 | 2003年9月19日 | 帕洛马山       | 近地小行星追踪                 |
| 小行星271144 | 2003 SB155 | 2003年9月19日 | 安德森台地     | 洛厄尔天文台近地小行星搜寻计划 |
| 小行星271145 | 2003 SV158 | 2003年9月19日 | 基特峰         | 太空监视                       |
| 小行星271146 | 2003 ST161 | 2003年9月18日 | 帕洛马山       | 近地小行星追踪                 |
| 小行星271147 | 2003 SF162 | 2003年9月19日 | 帝王台         | 帝王台近地天體巡天             |
| 小行星271148 | 2003 SW164 | 2003年9月20日 | 安德森台地     | 洛厄尔天文台近地小行星搜寻计划 |
| 小行星271149 | 2003 SS166 | 2003年9月21日 | 索科罗         | 林肯近地小行星研究小组         |
| 小行星271150 | 2003 SL169 | 2003年9月23日 | 茂宜岛         | 近地小行星追踪                 |
| 小行星271151 | 2003 SZ169 | 2003年9月20日 | 索科罗         | 林肯近地小行星研究小组         |
| 小行星271152 | 2003 SO170 | 2003年9月22日 | 于克勒         | T. Pauwels                     |
| 小行星271153 | 2003 SV176 | 2003年9月18日 | 帕洛马山       | 近地小行星追踪                 |
| 小行星271154 | 2003 SL178 | 2003年9月19日 | 帕洛马山       | 近地小行星追踪                 |
| 小行星271155 | 2003 SE195 | 2003年9月20日 | 帕洛马山       | 近地小行星追踪                 |
| 小行星271156 | 2003 SV197 | 2003年9月21日 | 安德森台地     | 洛厄尔天文台近地小行星搜寻计划 |
| 小行星271157 | 2003 SE210 | 2003年9月26日 | 索科罗         | 林肯近地小行星研究小组         |
| 小行星271158 | 2003 SY211 | 2003年9月25日 | 帕洛马山       | 近地小行星追踪                 |
| 小行星271159 | 2003 SY225 | 2003年9月26日 | 索科罗         | 林肯近地小行星研究小组         |
| 小行星271160 | 2003 SQ228 | 2003年9月26日 | 索科罗         | 林肯近地小行星研究小组         |
| 小行星271161 | 2003 SC229 | 2003年9月27日 | 基特峰         | 太空监视                       |
| 小行星271162 | 2003 SS230 | 2003年9月24日 | 帕洛马山       | 近地小行星追踪                 |
| 小行星271163 | 2003 SK231 | 2003年9月24日 | 帕洛马山       | 近地小行星追踪                 |
| 小行星271164 | 2003 SW235 | 2003年9月27日 | 索科罗         | 林肯近地小行星研究小组         |
| 小行星271165 | 2003 SV238 | 2003年9月27日 | 索科罗         | 林肯近地小行星研究小组         |
| 小行星271166 | 2003 SE243 | 2003年9月28日 | 基特峰         | 太空监视                       |
| 小行星271167 | 2003 SS250 | 2003年9月26日 | 索科罗         | 林肯近地小行星研究小组         |
| 小行星271168 | 2003 SV254 | 2003年9月27日 | 基特峰         | 太空监视                       |
| 小行星271169 | 2003 SW254 | 2003年9月27日 | 基特峰         | 太空监视                       |
| 小行星271170 | 2003 SM260 | 2003年9月27日 | 基特峰         | 太空监视                       |
| 小行星271171 | 2003 SF264 | 2003年9月28日 | 索科罗         | 林肯近地小行星研究小组         |
| 小行星271172 | 2003 SA265 | 2003年9月28日 | 索科罗         | 林肯近地小行星研究小组         |
| 小行星271173 | 2003 SM265 | 2003年9月29日 | 基特峰         | 太空监视                       |
| 小行星271174 | 2003 SW269 | 2003年9月24日 | 茂宜岛         | 近地小行星追踪                 |
| 小行星271175 | 2003 SZ269 | 2003年9月24日 | 茂宜岛         | 近地小行星追踪                 |
| 小行星271176 | 2003 SO273 | 2003年9月28日 | Pla D'Arguines | Pla D'Arguines                 |
| 小行星271177 | 2003 SJ275 | 2003年9月29日 | 索科罗         | 林肯近地小行星研究小组         |
| 小行星271178 | 2003 SX278 | 2003年9月30日 | 索科罗         | 林肯近地小行星研究小组         |
| 小行星271179 | 2003 SH281 | 2003年9月18日 | 帝王台         | 帝王台近地天體巡天             |
| 小行星271180 | 2003 SM282 | 2003年9月19日 | 安德森台地     | 洛厄尔天文台近地小行星搜寻计划 |
| 小行星271181 | 2003 SZ284 | 2003年9月20日 | 索科罗         | 林肯近地小行星研究小组         |
| 小行星271182 | 2003 SA285 | 2003年9月20日 | 索科罗         | 林肯近地小行星研究小组         |
| 小行星271183 | 2003 SW297 | 2003年9月18日 | 茂宜岛         | 近地小行星追踪                 |
| 小行星271184 | 2003 SF298 | 2003年9月18日 | 茂宜岛         | 近地小行星追踪                 |
| 小行星271185 | 2003 SP300 | 2003年9月17日 | 帕洛马山       | 近地小行星追踪                 |
| 小行星271186 | 2003 ST303 | 2003年9月17日 | 帕洛马山       | 近地小行星追踪                 |
| 小行星271187 | 2003 SJ304 | 2003年9月17日 | 帕洛马山       | 近地小行星追踪                 |
| 小行星271188 | 2003 SK305 | 2003年9月17日 | 帕洛马山       | 近地小行星追踪                 |
| 小行星271189 | 2003 SC309 | 2003年9月30日 | 安德森台地     | 洛厄尔天文台近地小行星搜寻计划 |
| 小行星271190 | 2003 SN309 | 2003年9月27日 | 索科罗         | 林肯近地小行星研究小组         |
| 小行星271191 | 2003 SQ310 | 2003年9月28日 | 茂宜岛         | 近地小行星追踪                 |
| 小行星271192 | 2003 SG315 | 2003年9月27日 | 安德森台地     | 洛厄尔天文台近地小行星搜寻计划 |
| 小行星271193 | 2003 SH320 | 2003年9月17日 | 基特峰         | 太空监视                       |
| 小行星271194 | 2003 SA321 | 2003年9月19日 | 帝王台         | 帝王台近地天體巡天             |
| 小行星271195 | 2003 SF321 | 2003年9月19日 | 帝王台         | 帝王台近地天體巡天             |
| 小行星271196 | 2003 SM321 | 2003年9月20日 | 帕洛马山       | 近地小行星追踪                 |
| 小行星271197 | 2003 SB325 | 2003年9月17日 | 基特峰         | 太空监视                       |
| 小行星271198 | 2003 SE328 | 2003年9月20日 | 基特峰         | 太空监视                       |
| 小行星271199 | 2003 SM329 | 2003年9月22日 | 帕洛马山       | 近地小行星追踪                 |
| 小行星271200 | 2003 SO329 | 2003年9月22日 | 帕洛马山       | 近地小行星追踪                 |